# Tajcsung
Tajcsung (kínai írással: 臺中市, pinjinnel: Táizhōng) város a Kínai Köztársaságban. Tajvan szigetének középnyugati részén. Népességét tekintve Tajvan második legnépesebb városa Hszinpej után. A város eredetileg tajvani bennszülöttek falvaiból alakult ki, majd ebből alakult ki a mai nagyváros. Tajcsung 2010. december 25-én egyesítették Tajcsung megyével, így egy különleges település jött létre. A város számos múzeumnak és egyéb kultúrális helyszínnek ad otthont.

## Földrajz
Tajcsung a Tajcsung-medencében található, Tajvan középnyugati részén. A várost nyugatról és délről a nyugat partmenti síkság határolja, míg északról dombok húzodnak, a várostól keletre, pedig középhegység található.

### Éghajlat
Tajcsungnak meleg, párás szubtrópusi klímája van.

### Demográfia
Tajcsung lakosságát 2020 márciusában 2 816 667 főre becsülték. Népessége 2017-ben előzte meg Kaohsziungot.

## Történelem
A várost legelőször az Atalay bennszülöttek, valamint számos tajvani síkság bennszülött törzse népesítették be a mai Tajcshungot. A 17. században a Papora, Babuza, Pazeh és Hoanya törzsek megalapították a Middag Királyságot, elfoglalva a mai Taichung nyugati részét. 1731-ben  A város északi részén, bennszülöttek lázadása tört ki, miután kínai tisztviselők beköltöztek, és munkaerő-ellátásra kényszerítették őket. 1786-ban egy újabb lázadás tört ki. 1886-ban Tajvant független tartománnyá nyílvánították Toatun lett a tartomány fővárosa, az addig 200 évíg ezt a címet viselő Tajnan helyett. A város ezért átvette a Tajvan-fu (magyarul Tajvan fővárosa) nevet. A főváros végül Tajpej lett. Miután a Csing-dinasztia elveszítette a kínai-japán háborút Tajvan a Japán Birodalom része lett és a város nevét Taichū-ra (japánul: 臺中) változtatták. A japánok arra törekedtek, hogy ez legyen Tajvan első modern területe. Megépült a város első piaca amit a mai napig használnak,majd megépült a Taichū pályaudvar és elkezdte működését. 1920-ban a japán hatóságok hivatalosan várossá nyilvánították Taichūt. 1924-ben befejeződött a városházának a megépítése. Tajvan Japántól a Kínai Köztársaságnak történő átadása után létrejött Tajcsung megye, amely Tajcsung város, Miaoli megye és Taoyuan város mai területéből áll. 2010-ben  A várost egyesítették a környező Taichung megyével, így 2214 km2-en egy különleges település jött létre. Tajcsungot a „Gamma” szintű globális városok közé sorolta a Globalizáció és a Világvárosok Kutatóhálózata.

## Gazdaság

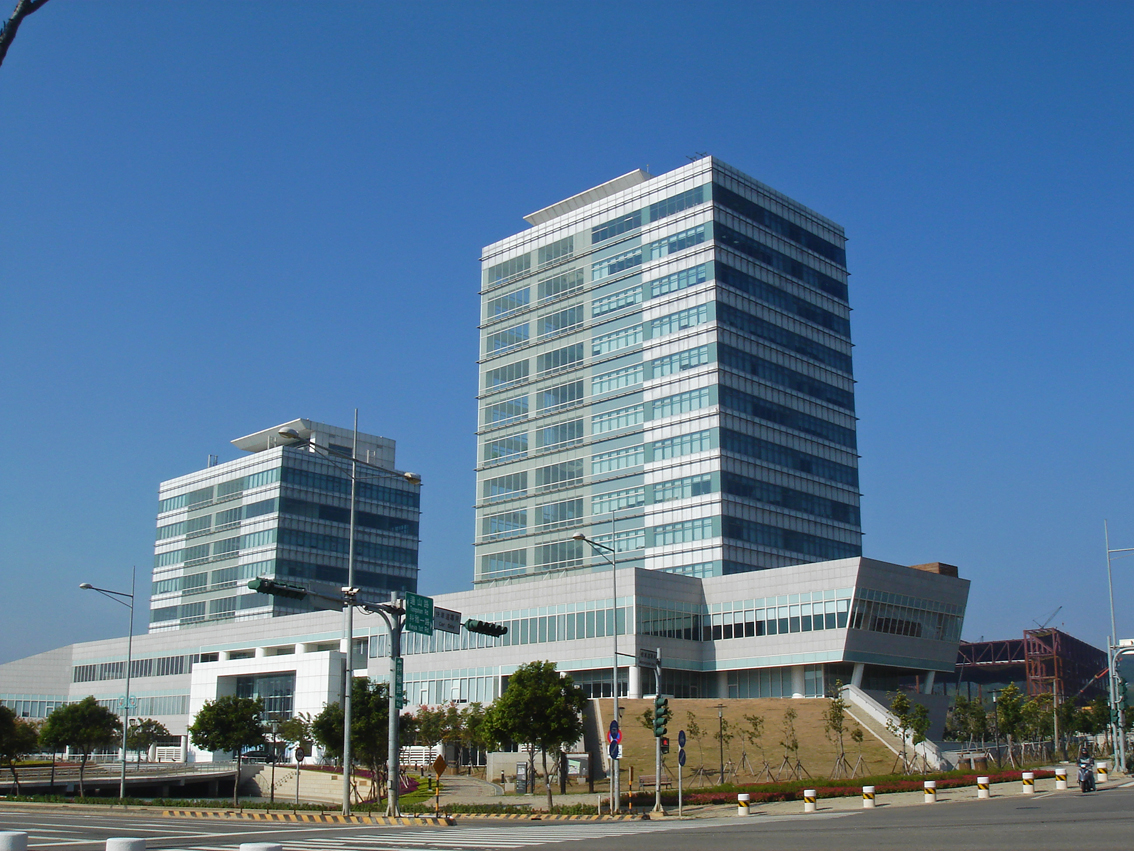
Közép-Tajvani Tudományos Park

Tajcsung számos iparágnak ad otthont. Tajcsung ipari zónája sok gyárnak ad otthont. Tajcsung ad otthont a Közép-Tajvani Tudományos Parknak is, amely az ott található számos félvezetőgyárról ismert.

## Oktatás

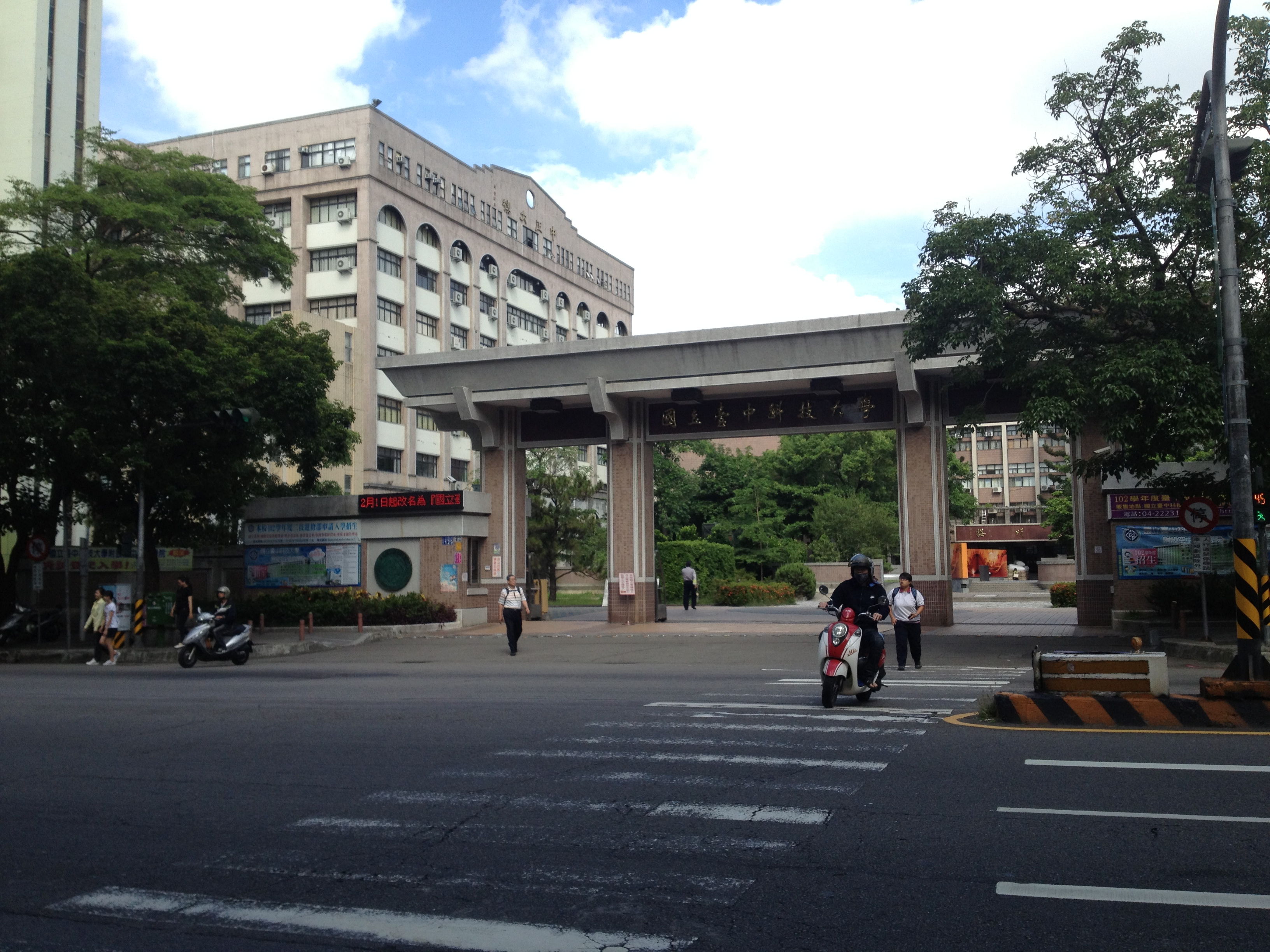
Egyetem

Tajcsungban 17 egyetem, 50 középiskola és 235 általános iskola működik. Ezen kívül négy speciális iskola, három nemzetközi iskola és kilenc közösségi főiskola található a városban.

## Kultúra és szórakozás

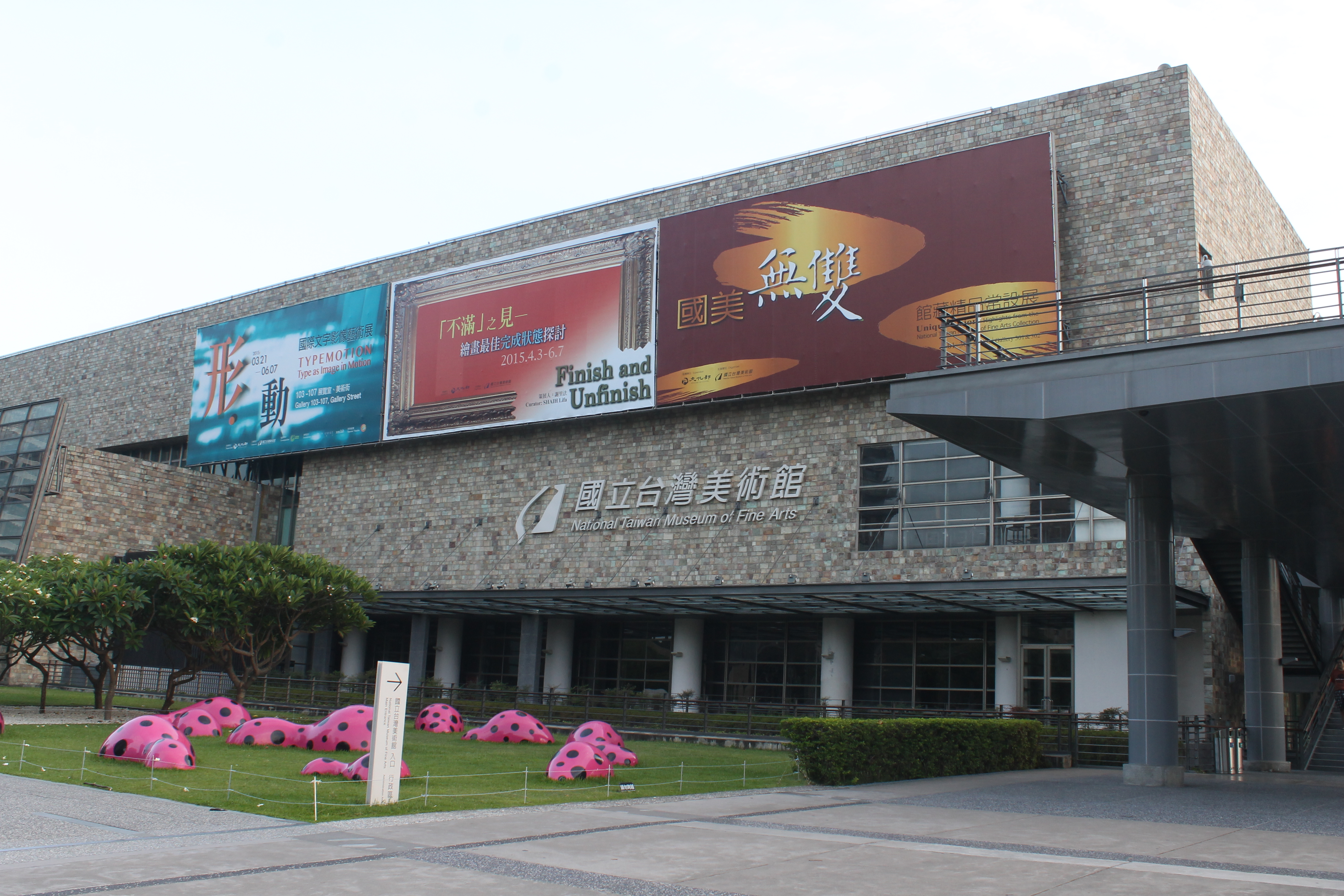
Tajvani Nemzeti Szépművészeti múzeum

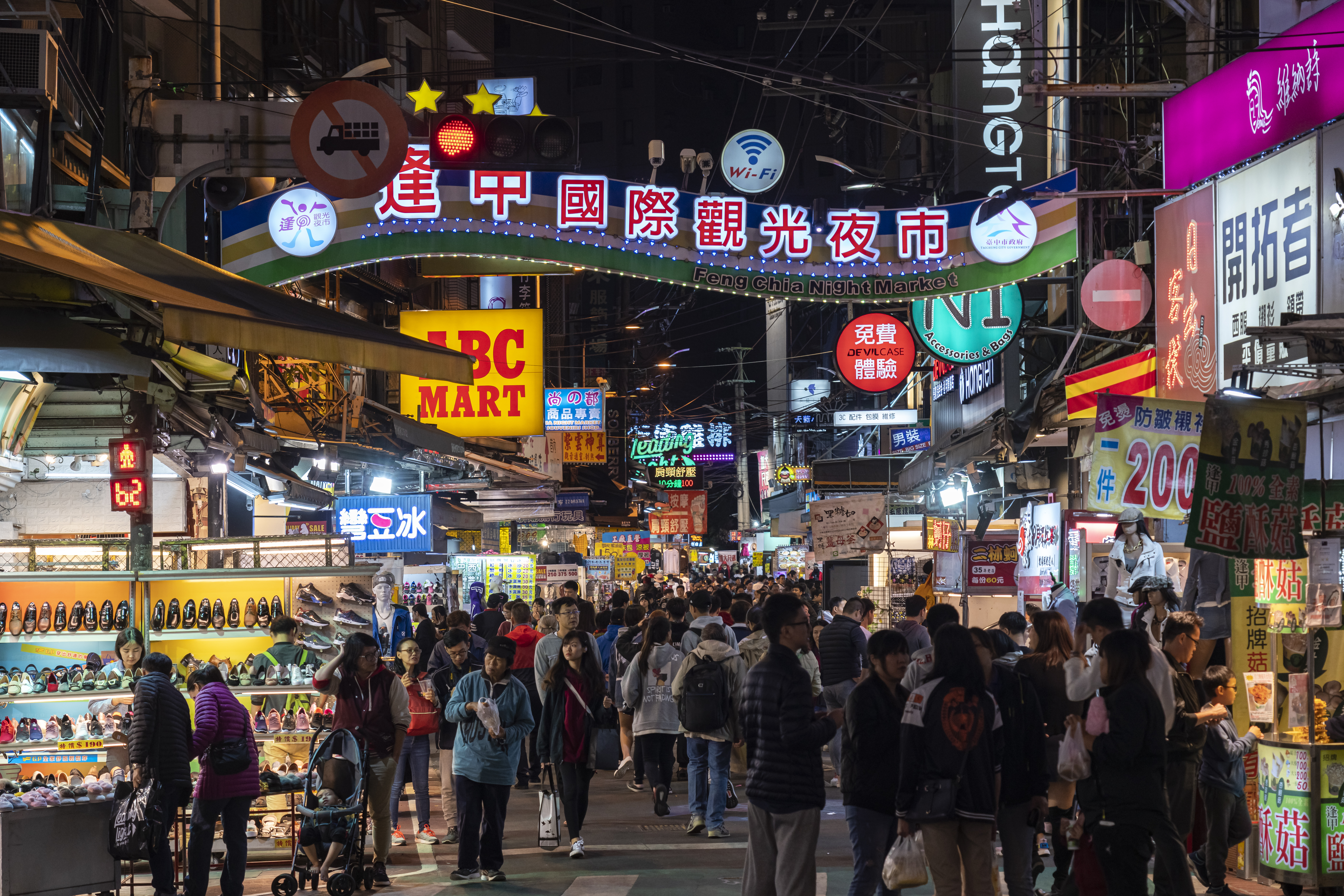
Éjjeli piac

A városban több múzeum is található, mint például a Tajvani Nemzeti Szépművészeti múzeum. Található a városban még színház és botanikus kert is. A városban található Tajcsung Folklore Park-ban egy hagyományosabb tajvani életmódot mutatnak be.
A városban számos templom található, amelyek közül sok történelmi és kulturális értékkel bír.
Tajcsungban több szabadtéri éjjeli piac is található, ahol helyi ételeket kínálnak.